# Xã Wellington, Quận Lorain, Ohio
Xã Wellington (tiếng Anh: Wellington Township) là một xã thuộc quận Lorain, tiểu bang Ohio, Hoa Kỳ. Năm 2010, dân số của xã này là 6.222 người.